# 阿久比町立東部小学校
阿久比町立東部小学校（あぐいちょうりつ とうぶしょうがっこう）は、愛知県知多郡阿久比町にある公立小学校。

## 校区
- 阿久比町東部の小学校であり、横松、萩、宮津、宮津山田、宮津団地、陽なたの丘が校区である。公立中学校に進学する場合は阿久比町立阿久比中学校に進学する[1]。

## 沿革
- 1873年（明治6年）
  - 10月15日 - 宮津村に開継学校が開校。谷性寺[注釈 1]を仮校舎とする。
  - （月日不明） - 角岡村に聡明学校が開校。平泉寺を仮校舎とする。
  - （月日不明） - 大古根村に隆親学校が開校。蓮慶寺[注釈 2]を仮校舎とする。
  - （月日不明） - 福住村に友文学校が開校。興昌寺[注釈 3]を仮校舎とする。
- 1874年（明治7年） - 聡明学校が角岡学校、隆親学校が大古根学校に改称する。
- 1878年（明治11年） - 白沢村、草木村、坂部村、卯之山村、稗之宮村、椋岡村、角岡村、矢口村、高岡村、大古根村、植村、横松村、萩村、宮津村、板山村、福住村が合併し、阿久比村となる。
- 1879年（明治12年） - 開継学校が宮津学校に、友文学校が福住学校に改称する。
- 1884年（明治17年） -
  - 阿久比村が白沢村、草木村、卯坂村[2]、阿久比村[3]、椋岡村[4]、矢高村[5]、植大村[6]、横松村、萩村、宮津村、板山村、福住村に分立する。
  - 宮津学校が福住学校を統合する。福住分教場を設置する。
  - 角岡学校が長光寺学校に改称する。
  - 大古根学校が植大学校に改称する。
- 1887年（明治20年） -
  - 宮津学校が宮津尋常小学校に改称する。
  - 長光寺学校が矢高尋常小学校に改称する。
  - 植大学校が矢高尋常小学校に統合され、矢高尋常小学校植大分教場となる。
- 1889年（明治22年） -
  - 横松村、萩村、宮津村、板山村、福住村が合併し、東阿久比村が発足。
  - 白沢村、草木村、卯坂村が合併し、上阿久比村が発足
  - 阿久比村、椋岡村、矢高村、植大村が合併し、阿久比村が発足。
  - 宮津尋常小学校福住分教場が独立し、福山尋常小学校[注釈 4]となる。
- 1892年（明治25年） - 矢高尋常小学校植大分教場が独立し、植大尋常小学校となる。
- 1906年（明治39年）5月1日 - 阿久比村、東阿久比村、上阿久比村と合併し、阿久比村が発足。
- 1907年（明治40年）1月1日 - 宮津尋常小学校、矢高尋常小学校、植大尋常小学校を統合し、阿久比第一尋常小学校となる。統合校舎は無く、宮津、矢高、植大、椋岡に分教場を設置。
- 1920年（大正9年） -
  - 高等科を設置し、阿久比第一尋常高等小学校に改称する。
  - 植大分教場が独立し、阿久比第四尋常小学校となる。
- 1922年（大正11年）5月18日 - 現在地に統一校舎が完成する。宮津分教場、矢高分教場、椋岡分教場を廃止。
- 1926年（大正15年） - 青年訓練所を併設する。
- 1935年（昭和10年） - 第一青年学校を併設する。
- 1941年（昭和16年）4月1日 - 第一国民学校に改称する。
- 1944年（昭和19年）11月 - 阿久比村内の4つの青年学校を統合し、阿久比村大字卯坂字殿越[注釈 5]に阿久比村立青年学校が開校。
- 1947年（昭和22年）4月1日 - 阿久比村立第一小学校に改称する。
- 1948年（昭和23年）4月1日 - 阿久比村立東部小学校に改称する。
- 1953年（昭和28年）1月1日 - 阿久比村が町制施行し、阿久比町が発足。同時に阿久比町立東部小学校に改称する。
- 1967年（昭和42年）3月 - 新校舎（鉄筋コンクリート造）が完成する。
- 1969年（昭和44年）10月 - 校舎を増築する。
- 1974年（昭和49年）4月 - 屋内運動場、プールが完成する。
- 1975年（昭和50年）4月 - 校舎を増築する。
- 1978年（昭和53年）2月 - 校舎を増築する。
- 2015年（平成27年）3月 - 校舎を増築する。

## 交通アクセス
- 名鉄河和線阿久比駅下車、徒歩約30分。
- 阿久比町循環バス　オレンジライン「東部小学校」バス停より徒歩すぐ。

## 周辺施設
- 阿久比郵便局
- 東部保育園
- 阿久比町立南部小学校
- 半田市立横川小学校
- アピタ阿久比店
- 名鉄河和線阿久比駅
- 名鉄河和線植大駅